# Tetragonolobus
Tetragonolobus là một chi thực vật có hoa trong họ Đậu.